# Psilolaemus revolutus
Psilolaemus revolutus là loài thực vật có hoa trong họ Mồ hôi. Loài này được (B.L. Rob.) I.M. Johnst. miêu tả khoa học đầu tiên năm 1954.